# Медицинское обозрение (журнал)
Медицинское обозрение — ежемесячный журнал, издававшийся в Российской империи в городе Москве в 1874—1918 годах. С 1884 года выходил два раза в месяц. Журнал был посвящён хирургической клинике и технике, гинекологии и акушерству, неврологии, фармакологии и библиографии медицины.
В журнале публиковали свои работы многие известные учёные того времени, в частности М. И. Ростовцев и Н. В. Запольский, который реферировал журнал по вопросам гинекологии и акушерства.
В настоящее время выходит журнал с таким же названием, распространяемый в Москве и Московской области.